# Буякевич, Катажина
Катажина Буякевич (пол. Katarzyna Bujakiewicz) —  польская актриса театра, кино и телевидения, также актриса озвучивания.

## Биография
Катажина Буякевич родилась 28 сентября 1972 года в Познани. Дебютировала в «Польском театре» во Вроцлаве в 1992 году. Актёрское образование получила в Государственной высшей театральной школе во Вроцлаве, которую окончила в 1995 году. Актриса театров во Вроцлаве (Польский театр во Вроцлаве 1992—1993), в Щецине (Современный театр 1995—2003) и Познани (Новый театр — 1994, Польский театр в Познани — с 2003).

## Избранная фильмография
актриса
- 1997 — Слава и хвала / Sława i chwała — Кася (телесериал)
- 1997 — Люби и делай, что хочешь / Kochaj i rób co chcesz — Саманти
- 2000 — Без жалости / Nie ma zmiłuj — Анета Пежхала
- 2000—2017 — В добре и в зле / Na dobre i na złe — Марта Козиол
- 2001 — Утро койота (в эпизоде)
- 2003 — Варшава / Warszawa — Малина
- 2003 — Старинное предание / Stara baśń — Мила
- 2004 — Никогда в жизни! / Nigdy w życiu! — Дзюня
- 2005 — Группа крови Rh+ / Rh+ — Агата
- 2011 — Письма к М. / Listy do M. — Лярва

польский дубляж
- Крошка из Беверли-Хиллз / Beverly Hills Chihuahua — чихуахуа Хлоя
- Скуби-Ду 2: Монстры на свободе / Scooby-Doo 2: Monsters Unleashed — Хитер Джаспер Хауф